# بيتر تومسن
بيتر تومسن (9 أكتوبر 1978 بغلوستروب في الدنمارك - ) هو لاعب كريكت دانمركي. شارك مع منتخب الدنمارك الوطني للكريكت.

## وصلات خارجية
- بيتر تومسن على موقع إي آس بي آن كريك إنفو (الإنجليزية)